# Route nationale 309
Die Route nationale 309, kurz N 309 oder RN 309, war eine französische Nationalstraße.

## Geschichte
Die Straße wurde 1933 in zwei Teilen zwischen Paris und Chantilly festgelegt. Der Abschnitt zwischen Sannois und Argenteuil stammt dabei von der N 14A. 1973 erfolgte die Abstufung der nördlichen Teiles. 1993 folgte dann die restliche Trasse.

## Seitenäste

### N 309A
Die Route nationale 309A, kurz N 309A oder RN 309A, war von 1933 bis 1973 ein Seitenast der N 309, der von dieser in Carrefour des Bourguignons (in Asnières-sur-Seine und Bois-Colombes) abzweigte und zur Nationalstraße 308 in Embranchement de Colombes (in Courbevoie und La Garenne-Colombes) führte. 1973 erfolgte die Umnummerung in die Nationalstraße 409 und 1980 die Deklassierung zur Départementsstraße 11.